# Refsite
Refsite je nezávislý srovnávač a portál pro výběr stavebních firem, dodavatelů úsporných technologií, projektantů a specialistů v oboru stavebnictví. Srovnání a výběr probíhá na základě sdílení a hodnocení autentických referencí a recenzí firem a produktů od majitelů nemovitostí.
Portál se zaměřuje na stavebnictví, v první fázi se zaměřil na úsporné technologie jako jsou tepelná čerpadla, fotovoltaické elektrárny a větrání s rekuperací tepla. 
V roce 2025 pak přidal další úsporná opatření jako jsou: zateplení, výměna oken, solární termický systém, kotle na biomasu, kamna/krby aj. 

## Historie
Společnost Refsite Group s.r.o. byla založena 10. září 2021 a portál Refsite.info (Refsite.cz) byl spuštěn 2. února 2022. Značný podíl na vzniku Refsite měla podpora a mentoring Libereckého podnikatelského inkubátoru (LIPO.ink).
Refsite se stal postupně strategickým partnerem těchto profesních organizací:
- Centra pasivního domu (CPD)[5],
- Asociace pro využití tepelných čerpadel (AVTČ)[6],
- Cechu akumulace a fotovoltaiky (CAFT)[7],
- Asociace výrobců minerální izolace (AVMI).
- Solární asociace (SA)
- České fotovoltaické asociace (ČFA)
- Asociace energetických specialistů (AES)

Státní fond životního prostředí a úspěšný dotační program Nová zelená úsporám se na portál Refsite odvolává a doporučuje žadatelům o dotaci si firmu na portálu prověřit.
Refsite začínají využívat také banky, například Komerční banka při poskytování tzv. "zelené půjčky" doporučuje ověřit si firmu na úsporné technologie na Refsite.
Portál Obnovitelně.cz zdůrazňuje, že si portál Refsite za rok svého působení získal vysoké renómé mezi zákazníky a firmami.
V roce 2023 Ministerstvo průmyslu a obchodu (MPO) zveřejnilo manuál ochrany zákazníků před nekalými praktikami. MPO doporučuje Refsite jako nezávislý zdroj ověřených recenzí.
Portál ekonom upozorňuje na demagogické sliby některých firem a doporučuje Refsite jako nezávislý zdroj ověřených firem.
Refsite se také objevil ve vysílání ČT požadu Černých Ovcí v seriálu Energie, Tepelná čerpadla a Energie ze zpožděním.

## Služby
Portál Refsite poskytuje služby pomáhající s výběrem ověřených specialistů, produktů a stavebních firem:
- ověřené autentické recenze s geolokací na produkty a firmy ve stavebnictví[15][16][17][18]
- sdílení referencí firem s geolokací
- výpočetní nástroje na úspory energií, dotací aj.[19][20][21]
- databáze stavebních specialistů – projektantů, auditorů, dotačních specialistů aj.
- katalog úsporných opatření
- AI rádce úspor

## Spolehlivý dodavatel a TOP 5
Refsite průběžně vyhodnocuje firmy nejen z pohledu spokojenosti zákazníků, ale také z pohledu finančního zdraví společnosti. 
Firmy, které projdou přísnými kritérii uděluje portál Refsite ocenění "Spolehlivý dodavatel".
Kritéria pro získání ocenění "Spolehlivý dodavatel":
- Hodnocení zákazníků
- Aktuálnost recenzí
- Počet ověřených recenzí
- Délka na trhu
- Kontrola existence zákonných oprávnění a certifikací pro poskytování daných služeb
- Finanční zdraví společnosti 3 roky zpětně

Každoročně také Refsite vyhlašuje TOP 5 firem v daném oboru napříč ČR a jednotlivými kraji ČR.

## Ocenění
Refsite se od počátku vzniku účastnil řady soutěží:
- E.on Energy Globe Award 2022 – ze 156 projektů se umístil na 7. místě,

- Nastartujse.cz (od Komerční banky) – ze 38 projektů se umístil na 5. místě.[23]